# Lista de ilhas de Minas Gerais
Esta lista apresenta ilhas do estado de Minas Gerais, classificadas quanto à origem e relacionadas ao corpo de água circundante e ao município em que se encontram. Como o território mineiro não possui acesso ao mar, esta lista refere-se a ilhas fluviais ou ilhas lacustres. 
| Nome                                  | Origem     | Corpo de água                 | Município                      | Localização |
| ------------------------------------- | ---------- | ----------------------------- | ------------------------------ | ----------- |
| Ilha do Pantanal                      | artificial | Barragem Bico da Pedra        | Janaúba                        | (MAPA)      |
| Ilha dos Amores (São Lourenço)        | artificial | Lago de São Lourenço          | São Lourenço                   | (MAPA)      |
| Ilha da Ressaca                       | artificial | Lagoa da Pampulha             | Belo Horizonte                 | (MAPA)      |
| Ilha dos Amores (Pampulha)            | artificial | Lagoa da Pampulha             | Belo Horizonte                 | (MAPA)      |
| Ilha da Usina Hidrelétrica de Aimorés | artificial | Represa de Aimorés, Rio Doce  | Aimorés                        | (MAPA)      |
| Ilha da Pedreira                      | artificial | Represa de Camargos           | São João del-Rei               | (MAPA)      |
| Ilha Brasil (Condomínio Náutico)      | artificial | Represa do Funil              | Ijaci                          | (MAPA)      |
| Ilha do Cabaçal                       | artificial | Represa de Furnas             | Pimenta (Minas Gerais)         | (MAPA)      |
| Ilha da Cupiara ou dos Búfalos        | artificial | Represa de Furnas             | Formiga                        | (MAPA)      |
| Ilha do Pontal                        | artificial | Represa de Furnas             | Guapé                          | (MAPA)      |
| Ilha do Funil                         | artificial | Represa de Furnas             | Capitólio                      | (MAPA)      |
| Ilha do Grotão                        | artificial | Represa de Furnas             | São José da Barra              | (MAPA)      |
| Ilha da Chapada                       | artificial | Represa de Furnas             | Boa Esperança                  | (MAPA)      |
| Ilha do Emerenciano                   | artificial | Represa de Furnas             | Boa Esperança                  | (MAPA)      |
| Ilha do Machado                       | artificial | Represa de Furnas             | São José da Barra              | (MAPA)      |
| Ilha Belém                            | artificial | Represa de Igarapava          | Sacramento                     | (MAPA)      |
| Ilha do Capitão ou do Cipó            | artificial | Represa de Marimbondo         | Planura                        | (MAPA)      |
| Ilha do Agnelo                        | artificial | Represa Mascarenhas de Moraes | São João Batista do Glória     | (MAPA)      |
| Ilha dos Pássaros                     | artificial | Represa de São Simão          | Santa Vitória                  | (MAPA)      |
| Ilha Grande                           | natural    | Rio Araguari                  | Araguari                       | (MAPA)      |
| Ilha do Funil                         | natural    | Rio Araguari                  | Uberlândia                     | (MAPA)      |
| Ilha Zé da Penha                      | natural    | Rio Doce                      | São Pedro dos Ferros           | (MAPA)      |
| Ilha do Didi                          | natural    | Rio Doce                      | Bugre                          | (MAPA)      |
| Ilha de Ramos                         | natural    | Rio Doce                      | Iapu                           | (MAPA)      |
| Ilha dos Araújos                      | natural    | Rio Doce                      | Governador Valadares           | (MAPA)      |
| Ilha Comprida                         | natural    | Rio Doce                      | Naque                          | (MAPA)      |
| Ilha da Prata                         | natural    | Rio Doce                      | Ipaba                          | (MAPA)      |
| Ilha do Periquito                     | natural    | Rio Doce                      | Periquito                      | (MAPA)      |
| Ilha do Marimbondo                    | natural    | Rio Doce                      | Bom Jesus do Galho             | (MAPA)      |
| Ilha Fernandes                        | natural    | Rio Doce                      | Bom Jesus do Galho             | (MAPA)      |
| Ilha Damasceno                        | natural    | Rio Doce                      | Bom Jesus do Galho e Marliéria | (MAPA)      |
| Ilha do Boi                           | natural    | Rio Doce                      | Córrego Novo                   | (MAPA)      |
| Ilha José Adelico                     | natural    | Rio Doce                      | Dionísio                       | (MAPA)      |
| Ilha do Meireles                      | natural    | Rio Doce                      | Periquito                      | (MAPA)      |
| Ilha do Lindolfo                      | natural    | Rio Doce                      | Sobrália                       | (MAPA)      |
| Ilha do Etelvino                      | natural    | Rio Doce                      | Sobrália                       | (MAPA)      |
| Ilha Bonaparte                        | natural    | Rio Doce                      | Periquito e Fernandes Tourinho | (MAPA)      |
| Ilha São Manoel                       | natural    | Rio Doce                      | Governador Valadares           | (MAPA)      |
| Ilha do Arroz                         | natural    | Rio Doce                      | Alpercata                      | (MAPA)      |
| Ilha Funda                            | natural    | Rio Doce                      | Alpercata                      | (MAPA)      |
| Ilha Brava                            | natural    | Rio Doce                      | Alpercata                      | (MAPA)      |
| Ilha da Fortaleza                     | natural    | Rio Doce                      | Alpercata                      | (MAPA)      |
| Ilha das Pontes                       | natural    | Rio Doce                      | Governador Valadares           | (MAPA)      |
| Ilha do Adécio                        | natural    | Rio Doce                      | Governador Valadares           | (MAPA)      |
| Ilha Nossa Senhora da Penha           | natural    | Rio Doce                      | Governador Valadares           | (MAPA)      |
| Ilha do Bené                          | natural    | Rio Doce                      | Governador Valadares           | (MAPA)      |
| Ilha do Valentim                      | natural    | Rio Doce                      | Galiléia                       | (MAPA)      |
| Ilha dos Pinheiros                    | natural    | Rio Doce                      | Galiléia                       | (MAPA)      |
| Ilha Água da Prata                    | natural    | Rio Doce                      | Tumiritinga                    | (MAPA)      |
| Ilha Francisco Neto                   | natural    | Rio Doce                      | Tumiritinga                    | (MAPA)      |
| Ilha dos Italianos                    | natural    | Rio Doce                      | Tumiritinga                    | (MAPA)      |
| Ilha Arilton Machado                  | Natural    | Rio Doce                      | Tumiritinga                    | (MAPA)      |
| Ilha da Pedreira                      | natural    | Rio Doce                      | Conselheiro Pena               | (MAPA)      |
| Ilha Raimundinho                      | natural    | Rio Doce                      | Conselheiro Pena               | (MAPA)      |
| Ilha José Pessoti                     | natural    | Rio Doce                      | Conselheiro Pena               | (MAPA)      |
| Ilha Manuel Calhau                    | natural    | Rio Doce                      | Conselheiro Pena               | (MAPA)      |
| Ilha do Domingos                      | natural    | Rio Doce                      | Conselheiro Pena               | (MAPA)      |
| Ilha do Lajão                         | natural    | Rio Doce                      | Conselheiro Pena               | (MAPA)      |
| Ilha do Zequinha                      | natural    | Rio Doce                      | Conselheiro Pena               | (MAPA)      |
| Ilha do Caiçara                       | natural    | Rio Gorutuba                  | Janaúba                        | (MAPA)      |
| Parque da Ilha                        | artificial | Rio Itapecerica               | Divinópolis                    | (MAPA)      |
| Ilha Pequena ou dos Prates            | natural    | Rio Jequitinhonha             | Coronel Murta                  | (MAPA)      |
| Ilha Grande                           | natural    | Rio Jequitinhonha             | Coronel Murta                  | (MAPA)      |
| Ilha do Bento                         | natural    | Rio Jequitinhonha             | Itaobim                        | (MAPA)      |
| Ilha do Pão                           | natural    | Rio Jequitinhonha             | Itaobim                        | (MAPA)      |
| Ilha Pelada                           | artificial | Represa de Marimbondo         | Planura                        | (MAPA)      |
| Ilha do Soldado                       | artificial | Represa de Marimbondo         | Planura                        | (MAPA)      |
| Ilha do Sol                           | natural    | Rio Mucuri                    | Nanuque                        | (MAPA)      |
| Ilha do Mangabal                      | artificial | Represa de Três Marias        | Felixlândia                    | (MAPA)      |
| Ilha das Marias                       | artificial | Represa de Três Marias        | Morada Nova de Minas           | (MAPA)      |
| Ilha Barra do Retiro Velho            | artificial | Rio São Francisco             | Três Marias                    | (MAPA)      |
| Ilha da Formiga                       | natural    | Rio Pará                      | Martinho Campos                | (MAPA)      |
| Ilha do Olho d'Água                   | natural    | Rio Pará                      | Martinho Campos                | (MAPA)      |
| Ilha Vargem do Pará                   | natural    | Rio Pará                      | Martinho Campos                | (MAPA)      |
| Ilha Itapeva                          | natural    | Rio Pará                      | Nova Serrana                   | (MAPA)      |
| Ilha Recreio                          | natural    | Rio Paraíba do Sul            | Além Paraíba                   | (MAPA)      |
| Ilha Gama Cerqueira                   | natural    | Rio Paraíba do Sul            | Além Paraíba                   | (MAPA)      |
| Ilha Grande                           | natural    | Rio Paraopeba                 | Brumadinho                     | (MAPA)      |
| Rancho do Falcão                      | natural    | Rio São Francisco             | Três Marias                    | (MAPA)      |
| Ilha do Periquito                     | natural    | Rio São Francisco             | Três Marias                    | (MAPA)      |
| Ilha da Merenda                       | natural    | Rio São Francisco             | Três Marias                    | (MAPA)      |
| Ilha Bom Sucesso                      | natural    | Rio São Francisco             | Lassance                       | (MAPA)      |
| Ilha Grande                           | natural    | Rio São Francisco             | Buritizeiro e Lassance         | (MAPA)      |
| Ilha dos Prazeres                     | natural    | Rio São Francisco             | Buritizeiro                    | (MAPA)      |
| Ilha do Coqueiro                      | natural    | Rio São Francisco             | Pirapora e Buritizeiro         | (MAPA)      |
| Ilha do Engenho                       | natural    | Rio São Francisco             | Várzea da Palma                | (MAPA)      |
| Ilha dos Bois                         | natural    | Rio São Francisco             | Buritizeiro                    | (MAPA)      |
| Ilha da Mariquinha                    | natural    | Rio São Francisco             | São Romão                      | (MAPA)      |
| Ilha São Romão                        | natural    | Rio São Francisco             | São Romão                      | (MAPA)      |
| Ilha do Lajedo                        | natural    | Rio São Francisco             | São Francisco                  | (MAPA)      |
| Ilha da Capivara                      | natural    | Rio São Francisco             | Januária                       | (MAPA)      |
| Ilha do Balaieiro                     | natural    | Rio São Francisco             | Januária                       | (MAPA)      |
| Ilha da Venda                         | natural    | Rio São Francisco             | Januária                       | (MAPA)      |
| Ilha do Jatobá                        | natural    | Rio São Francisco             | Januária                       | (MAPA)      |
| Ilha Belo Monte                       | natural    | Rio São Francisco             | Itacarambi                     | (MAPA)      |
| Ilha do Capão                         | natural    | Rio São Francisco             | Matias Cardoso                 | (MAPA)      |
| Ilha da Ressaca                       | natural    | Rio São Francisco             | Matias Cardoso                 | (MAPA)      |
| Ilha do Curimatá                      | natural    | Rio São Francisco             | Matias Cardoso                 | (MAPA)      |
| Ilha do Pontal                        | natural    | Rio São Francisco             | Martinho Campos e Abaeté       | (MAPA)      |
| Ilha do Carvalho                      | natural    | Rio São Francisco             | Martinho Campos e Abaeté       | (MAPA)      |
| Ilha Antônio Dutra                    | natural    | Rio Verde                     | São Lourenço                   | (MAPA)      |
| Ilha do Caixão                        | natural    | Rio Verde                     | Varginha                       | (MAPA)      |
| Ilha das Garças                       | natural    | Rio Verde                     | Varginha                       | (MAPA)      |
| Ilha da estação de Juriti             | natural    | Rio Verde                     | Varginha                       | (MAPA)      |
| Ilha das Orquídeas                    | natural    | Rio Verde                     | Varginha                       | (MAPA)      |
| Ilha da Usina                         | natural    | Rio Verde                     | Varginha                       | (MAPA)      |
| Ilha Grande do Rio Verde              | natural    | Rio Verde                     | Varginha                       | (MAPA)      |
| Condomínio Ilha do Sol                | natural    | Rio Verde                     | Elói Mendes                    | (MAPA)      |